# Plav
Plav es una ciudad situada en la zona noreste de la República de Montenegro, es la capital y localidad más importante del municipio homónimo. 
Esta ciudad tiene una población de 3.615 personas (según el censo de 2003) y su densidad poblacional es de veintiocho habitantes por cada kilómetro cuadrado.
Se ubica a orillas del lago Plav del río Lim, junto a la carretera P9, cerca de la frontera con Albania.